# Leon Sperling
Leon Sperling (Krakau, 7 augustus 1900 – Lwów,  15 december 1941) was een Pools voetballer. Hij speelde het grootste deel van zijn carrière voor Cracovia Kraków. In 1941 werd Sperling vermoord in het Getto van Lemberg.
Sperling speelde 16 wedstrijden voor het Pools voetbalelftal. Hij maakte zijn debuut voor dit elftal tijdens de eerste officiële wedstrijd voor het land. Deze vond plaats op 18 december 1921 tegen Hongarije. Hij maakte tevens deel uit van de Poolse selectie voor de Olympische Zomerspelen 1924, waar Polen na een 5-0 nederlaag tegen Hongarije al na de eerste ronde uitgeschakeld was.